# کلاه شب (مجموعه تلویزیونی)
کلاه شب (انگلیسی: Nightcap) یک مجموعه تلویزیونی کمدی آمریکایی است که توسط الی ونتوورث با بازی در نقش‌های مکمل لورن بلومنفلد، برندان کلیفورد، دون فنلی، جیکوب والاچ و چری کورین رایس ساخته شده‌است. در ۱۲ ژانویه ۲۰۱۶، این مجموعه برای فصل اول ۱۰ قسمت انتخاب شد. در تاریخ ۲۷ اکتبر ۲۰۱۶، این مجموعه برای فصل دوم تمدید شد. این مجموعه برای اولین بار در پاپ در ۱۶ نوامبر ۲۰۱۶ پخش شد.

## بازیگران
- الی ونتورث در نقش استاکی کول، مسئول استعدادیابی Nightcap با جیمی.
- لورن بلومنفلد در نقش پنی، دستیار استاکی.
- دون فنلی در نقش تاد، تهیه‌کننده Nightcap با جیمی.
- جیسون تاتنهام به عنوان مدیر بازاریابی برای پاکسازی صحنه وارد کار شد.
- جیکوب والاچ در نقش رندی، یک شخص صوتی در Nightcap با جیمی.
- چری کورین رایس در نقش مالک، تبلیغات بسیار مشهور.
- جف هیلر در نقش فیل میلر، نگهبان امنیتی.
- پائولینا پوریژکوا در نقش آنا، مدیر برنامه جیمی.
- کارل گریگوری در نقش مارکوس رایس، طراح گریم در Nightcap با جیمی.
- برندان کلیفورد در نقش گرادی دوپونت ، سرآشپز شخصی در Nightcap با جیمی.

## نقدها
در یک بررسی مختصر، رابرت لوید از لس آنجلس تایمز این نمایش را چنین توصیف کرد: «یک چیز کوچک و پریشان و دوست داشتنی که در آن شخصیت گاهی اوقات مطیع و خنده دار است». در یک بررسی مطلوب تر در ورایتی این نمایش «کمدی سبک وزن، پاداش آور و بسیار تماشایی» توصیف شد.